# Яхав-Те-Кинич I
Яхав-Те-Кинич I (ya-AJAW-TE' K'INICH досл.: «Владыка рода бога солнца») — правитель майяского царства Канту со столицей в Караколе.

## Биография
Является сыном и преемником Как-Ухоль-Кинича I. Его матерью является принцесса из Шультуна Воцарился 9.2.9.0.16 10 Kib 4 Pop (12 апреля 484 год).
В 514 году в конце катуна он установил стелу 13. Также он установил алтарь 4.
У Яхав-Те-Кинича был сын Кан I, которые стал царём после его преемника.
Яхав-Те-Кинич закончил своё правление в 514 году, его преемником стал неизвестный 4-й царь.